# Liga Premier de Israel 2014-15
La temporada 2014/15 fue la 16.ª edición de la Ligat ha'Al. la máxima competición futbolística de Israel. El Maccabi Tel Aviv es el actual defensor del título.
Los ascendidos de la Segunda División 2013/14 son el Maccabi Netanya (campeón) y el Hapoel Petah-Tikvah (Subcampeón).
Al final de la primera rueda los 6 equipos con mejor puntaje jugaron el Play-Off de Campeonato; mientras que los 8 restantes jugaron el Play-Off de Descenso.

## Ascensos y descensos
| Pos. | de Ligat ha'Al 2013/14 |
| ---- | ---------------------- |
| 13.º | Hapoel Ramat HaSharon  |
| 14.º | Bnei Yehuda            |

| Pos. | de Liga Leumit 2013/14 |
| ---- | ---------------------- |
| 1.º  | Maccabi Netanya        |
| 2.º  | Hapoel Petah-Tikvah    |

## Equipos y estadios
| Club                | Ciudad        | Estadio                | Capacidad |
| ------------------- | ------------- | ---------------------- | --------- |
| Beitar Jerusalem    | Jerusalén     | Teddy Stadium          | 31.733    |
| Bnei Sakhnin        | Sakhnin       | Doha Stadium           | 8.500     |
| F.C. Ashdod         | Ashdod        | Yud-Alef Stadium       | 7.800     |
| Hapoel Ironi Acre   | Acre          | Acre Municipal Stadium | 5.000     |
| Hapoel Be'er Sheva  | Be'er Sheva   | Vasermil Stadium       | 13.000    |
| Hapoel Haifa        | Haifa         | Estadio Sammy Ofer     | 30.942    |
| Hapoel Petah-Tikvah | Petaj Tikva   | Estadio Hamoshava      | 11.500    |
| Hapoel Ra'anana     | Ra'anana      | Netanya Stadium        | 13.610    |
| Hapoel Tel Aviv     | Tel Aviv      | Bloomfield Stadium     | 14.413    |
| Ironi Kiryat Shmona | Kiryat Shmona | Ironi Stadium          | 5.300     |
| Maccabi Haifa       | Haifa         | Estadio Sammy Ofer     | 30.942    |
| Maccabi Netanya     | Netanya       | Netanya Stadium        | 13.610    |
| Maccabi Petah Tikva | Petah Tikva   | HaMoshava Stadium      | 11.500    |
| Maccabi Tel Aviv    | Tel Aviv      | Bloomfield Stadium     | 14.413    |

## Tabla de posiciones
Actualizado el 17 de marzo de 2015
|     | Equipo              | PJ | PG | PE | PP | GF | GC | DG  | PTS |
| --- | ------------------- | -- | -- | -- | -- | -- | -- | --- | --- |
| 1.  | Maccabi Tel Aviv *  | 26 | 17 | 5  | 4  | 53 | 20 | +33 | 54  |
| 2.  | Hapoel Be'er Sheva  | 26 | 14 | 7  | 5  | 47 | 24 | +23 | 49  |
| 3.  | Ironi Kiryat Shmona | 26 | 13 | 8  | 5  | 40 | 27 | +13 | 47  |
| 4.  | Beitar Jerusalem    | 26 | 10 | 10 | 6  | 38 | 29 | +9  | 40  |
| 5.  | Maccabi Petah Tikva | 26 | 10 | 9  | 7  | 28 | 30 | -2  | 39  |
| 6.  | Maccabi Haifa       | 26 | 11 | 4  | 11 | 38 | 29 | +9  | 37  |
| 7.  | Hapoel Ra'anana     | 26 | 9  | 7  | 10 | 24 | 23 | +1  | 34  |
| 8.  | Maccabi Netanya     | 26 | 9  | 6  | 11 | 37 | 45 | -8  | 33  |
| 9.  | Bnei Sakhnin        | 26 | 7  | 9  | 10 | 32 | 37 | -5  | 30  |
| 10. | Hapoel Tel Aviv *   | 26 | 8  | 7  | 11 | 27 | 33 | -6  | 29  |
| 11. | F.C. Ashdod         | 26 | 6  | 9  | 11 | 29 | 41 | -12 | 27  |
| 12. | Hapoel Haifa        | 26 | 7  | 5  | 14 | 20 | 41 | -21 | 26  |
| 13. | Hapoel Petah-Tikvah | 26 | 5  | 8  | 13 | 28 | 43 | -15 | 23  |
| 14. | Hapoel Ironi Acre   | 26 | 4  | 10 | 12 | 20 | 39 | -19 | 22  |

- (A): Ascendido la temporada anterior.
- * Al Maccabi Tel Aviv  y Hapoel Tel Aviv se les retaron 2 puntos.[3]

|  | Clasificado a la eliminatoria del Campeonato |
|  | Clasificado a la eliminatoria de Descenso    |

## Play-Off del Campeonato
El grupo de Play-Off del Campeonato se disputa a partidos de ida y vuelta en 10 jornadas, el ganador accede a la Liga de Campeones de la UEFA 2015-16, el subcampeón y el tercero se clasificaran a la Liga Europea de la UEFA 2015-16; un tercer cupo para la Liga Europea de la UEFA 2015-16 saldrá de la Copa de Israel.
|                 |    | Equipo               | PJ | PG | PE | PP | GF | GC | DG  | PTS |
| --------------- | -- | -------------------- | -- | -- | -- | -- | -- | -- | --- | --- |
| Clasificó a UCL | 1. | Maccabi Tel Aviv (C) | 36 | 21 | 9  | 6  | 67 | 32 | +35 | 70  |
| Clasificó a UEL | 2. | Ironi Kiryat Shmona  | 36 | 18 | 10 | 8  | 53 | 38 | +15 | 64  |
| Clasificó a UEL | 3. | Hapoel Be'er Sheva   | 36 | 17 | 11 | 8  | 63 | 40 | +23 | 62  |
| Clasificó a UEL | 4. | Beitar Jerusalem *   | 36 | 13 | 13 | 10 | 48 | 43 | +5  | 51  |
|                 | 5. | Maccabi Haifa        | 36 | 14 | 8  | 14 | 51 | 37 | +14 | 50  |
|                 | 6. | Maccabi Petah Tikva  | 36 | 12 | 12 | 12 | 34 | 41 | -7  | 48  |

- Al Beitar Jerusalem se le restó un punto.

|  | Clasificado a la Liga de Campeones 2015-16. |
|  | Clasificados a la Liga Europea 2015-16.     |

## Play-Off de Descenso
El grupo de Play-Off de Descenso se disputa a partidos de ida y vuelta en 14 jornadas, al final de estas los dos equipos con el menor puntaje descenderán a la Liga Leumit 2014/15.
|  |     | Equipo              | PJ | PG | PE | PP | GF | GC | DG  | PTS |
|  | --- | ------------------- | -- | -- | -- | -- | -- | -- | --- | --- |
|  | 7.  | Bnei Sakhnin        | 33 | 11 | 11 | 11 | 43 | 44 | -1  | 44  |
|  | 8.  | Hapoel Tel Aviv     | 33 | 12 | 8  | 13 | 36 | 40 | -4  | 42  |
|  | 9.  | Maccabi Netanya     | 33 | 11 | 8  | 14 | 46 | 54 | -8  | 41  |
|  | 10. | Hapoel Ra'anana     | 33 | 10 | 9  | 14 | 35 | 36 | -1  | 39  |
|  | 11. | Hapoel Ironi Acre   | 33 | 9  | 11 | 13 | 28 | 42 | -14 | 38  |
|  | 12. | Hapoel Haifa        | 33 | 9  | 7  | 17 | 25 | 47 | -22 | 34  |
|  | 13. | Hapoel Petah-Tikvah | 33 | 8  | 8  | 17 | 43 | 59 | -16 | 32  |
|  | 14. | F.C. Ashdod         | 33 | 6  | 13 | 14 | 32 | 51 | -19 | 31  |

|  | descendidos a la Liga Leumit 2014/15 |

## Estadísticas

### Máximos goleadores
| Pos. | Jugador           | Club                | Goles |
| ---- | ----------------- | ------------------- | ----- |
| 1    | Eran Zahavi       | Maccabi Tel Aviv    | 27    |
| 2    | Mohammad Ghadir   | Bnei Sakhnin        | 16    |
| 3    | Maor Buzaglo      | Hapoel Be'er Sheva  | 13    |
| 3    | Olarenwaju Kayode | Maccabi Netanya     | 13    |
| 5    | Roi Kahat         | Ironi Kiryat Shmona | 12    |
| 6    | Shlomi Arbeitman  | Hapoel Be'er Sheva  | 11    |
| 6    | Hamdi Salihi      | Hapoel Haifa        | 11    |
| 6    | Rodgers Kola      | Ironi Kiryat Shmona | 11    |
| 6    | Eran Levy         | Maccabi Netanya     | 11    |